# Haus der Musik (Wenen)
Het Haus der Musik is een museum in Wenen. Het werd geopend in 2000 en het richt zich op klank en muziek. Een belangrijk onderdeel vormt interactie en multimedia.

## Collectie
Het museum heeft een vloeroppervlak van circa 5.000 vierkante meter en bestrijkt vijf etages.
De eerste etage staat in het teken van de Wiener Philharmoniker en biedt het publiek toegang tot wetenschappelijke documentatie. De tweede heeft de Sonosphere als thema, waarmee het ingaat op klankbelevenis.
Op de derde etage kan virtueel gedirigeerd worden waarbij musici te zien zijn op een beeldscherm. Verder wordt er ingegaan op bekende componisten, onder wie Ludwig van Beethoven, Alban Berg, Joseph Haydn, Gustav Mahler, Wolfgang Amadeus Mozart, Arnold Schönberg, Franz Schubert, Johann Strauss en Anton Webern.
Op de vierde etage krijgt de bezoeker de rol van muziek- en operaregisseur. Multimediaal kan daar door middel van lichaamsbewegingen de toneelvloer en de muziek worden bepaald. De vijfde etage, het Dachgeschoss (vliering), bevindt zich een zaal voor evenementen voor honderdvijftig personen. Hier worden optredens gegeven en vinden andere bijeenkomsten plaats, zoals kunstenaarsgesprekken, podiumdiscussies en persconferenties.

## Achtergrond
Het museum is opgezet door vier Oostenrijkse universiteiten en twee buitenlandse instituten en een team van onder meer musici, musicologen, multimedia-artiesten, architecten en specialisten uit andere gebieden.
Het  Haus der Musik werd in 2002 bekroond met de Österreichischer Museumspreis van het Ministerie voor Onderwijs, Kunst en Cultuur. In 2010 stond het met 205.000 bezoekers op de 19e plaats van trekpleisters in Wenen.